# 張美翊
张美翊（1856年—1924年），号让三、骞叟，浙江宁波人。清朝末年学者、古文家。人称“浙江三杰”之一。曾二度出任南洋公学（交通大学前身）提调兼总理。早年为弘一法师的学生。子为民国大收藏家、钱币学家张迥伯。

## 经历
清朝光绪三十年，张美翊任直隶知县（四品衔）。张美翊曾出使西欧多国多年，眼界开阔，博学多才，盛宣怀因此决定任命他为当时政府新学——南洋公学（交通大学的前身）的提调兼总理（今称校长）。
张美翊任上为交通大学贡献良多，曾大力聘请外国教师任教。任上教导学生要安心思想，不要轻受政治思潮之影响。
清朝光绪三十年，南洋公学改作隶属商部，张美翊写成《呈报公学历年办理情形》，阐明学校办学方针和措施，呈报当时商部大臣载振。张美翊另亲自修订清册共8册，记载说明当时南洋公学的办学及校产详情。
张美翊曾任上海宁波旅沪同乡会会长。

## 著名学生
- 朱复戡

## 著作
- 《奉化县志》，李前泮修，张美翊纂
- 《东南海岛图经》六卷，张美翊考录
- 《土耳其国志译略》、《罗马尼亚国志》、《塞尔维亚国志》、《布加利亚国志》、《门得内各罗国志》五种地理人文志，张美翊述，吴宗濂、郭家骥译。
- 《上虞永丰乡田氏宗谱》 十卷，张美翊纂修
- 《大清钱谱》 张美翊编

## 遗物
- 張謇致张美翊之書札
- 严信厚致张美翊之信札
- 夏孙桐致张美翊書札

## 交大任期
首任：
清朝光绪二十九年，夏——光绪二十九年，冬（1903年，夏——1903年，冬）
次任：
光绪三十年，夏——光绪三十年，冬（1904年，夏——1904年，冬）